# 古漢越語
古漢越語，又稱古漢越音，是指在漢字尚未大量傳入越南之前，零星傳入安南口語中的漢字音。這個時期主要是在中唐以前，特別是在漢朝的越南內屬時期。古汉越语保留较多六朝汉语的特色，比如能区分三等重韵，二等韵主元音为e，纯四等韵没有介音等。这些特征都跟日本的吳音相同。
古漢越語比唐代傳入的漢越語更為古老，與漢語越化一樣，也不盡符合漢越語的音韻體系。
与主要为唐代安南地区科举服务的汉越语不同，古汉越语更多地体现六朝汉语传入越南时的本来面目。

## 古漢越語的音韻特點

### 韻母

#### 外轉二等韻的主要元音
1. 麻韻
2. 肴韻
3. 佳皆韻
4. 刪山韻
5. 咸銜韻

#### 魚虞兩韻的古讀
1. 魚韻
2. 虞韻

### 古聲調
声调方面，古汉越语同汉越语的主要区别为汉越语的去聲古汉越语当上声用，而汉越语的上声古汉越语当去声用。此外汉越语裡大量归入阴调的次浊声母字古汉越语理是归阳调的。

## 例子
| 漢字 | 古漢越音 | 漢越音 |
| ---- | -------- | ------ |
| 飛   |          |        |
| 帆   |          |        |
| 房   |          |        |
| 萬   |          |        |
| 舞   |          |        |
| 於   |          |        |
| 歸   |          |        |
| 記   |          |        |

## 相關項目
- 漢字
- 喃音
- 漢字音
- 越南語
- 越南語音系
- 漢越詞
- 漢語越化
- 漢喃文
- 越南漢喃銘文
- 字喃
- 京語
- 京族
- 京喃
- 壯喃
- 侗喃
- 岱喃
- 瑤喃